# Aidia rubens
Aidia rubens är en måreväxtart som först beskrevs av William Philip Hiern, och fick sitt nu gällande namn av George Taylor. Aidia rubens ingår i släktet Aidia och familjen måreväxter. Inga underarter finns listade i Catalogue of Life.